# Loon Lake (Washington)
Loon Lake  est une census-designated place américaine de l'État de Washington dans le comté de Stevens. 